# Ivan Aksakov

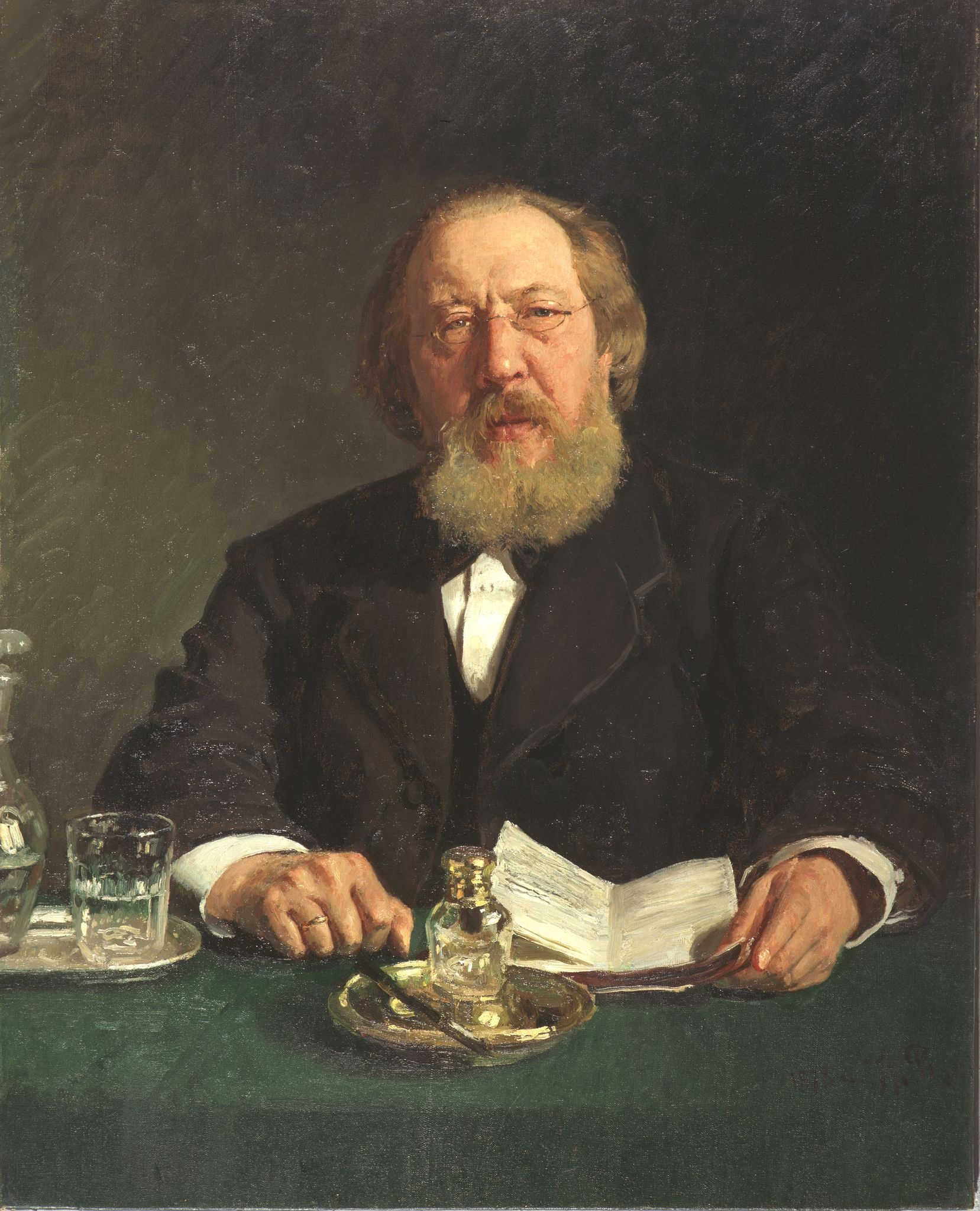
Porträtt av Ivan Aksakov, målat av Ilya Repin.

Ivan Sergejevitj Aksakov (ryska: Иван Сергеевич Аксаков), född den 10 oktober (26 september g.s.) 1823, död den 8 februari (27 januari g.s.) 1886, var en rysk socialpolitiker, författare och publicist.

## Biografi
Aksakov var son till författaren Sergej Aksakov och bror till författaren Konstantin Aksakov.
Aksakov genomgick en rättskola, och hade därefter anställning som tjänsteman först vid senaten i Moskva och sedan fram till 1852 i inrikesministeriet. Han företog 1848 på officiellt uppdrag en undersökning i Bessarabien, där han 1852–1856 ledde kampanjen mot dissidenterna.
1857 besökte han, utsänd av ryska geografiska sällskapet, de stora handelsmässorna i Ukraina. Efter att ha tagit avsked från statstjänsten ägnade sig Aksakov huvudsakligen åt propaganda i slavofilismens tjänst, och blev från 1860-talet rörelsens ledare.
Han verkade ivrigt och energiskt för idéerna genom författarskap och föredragsturnéer, men framför allt genom pressen. Från och med 1857 och fram till sin död redigerade han efter varandra flera tidningar, vilka ofta blev föremål för myndigheternas ingripande.
De mest kända var Dagen, Moskva och Moskoviten, av vilka de båda senare snart indrogs, samt den 1880 startade veckotidskriften Ryssland. Den toleranta slavofilism, som Aksakov tidigare gjort sig till tolk för, började på 1860-talet övergå i en mera reaktionärt betonad panslavism.
Denna nådde efter det polska upproret 1863 sin fulla utveckling. Aksakov blev ordförande i det 1858 bildade "Slaviska välgörenhetssällskapet", i vilket han kort före det rysk-turkiska krigets uppbrott höll aggressivt militaristiska anföranden. 
Dessa föranledde myndigheterna att upplösa sällskapet och deportera Aksakov från Moskva ett par månader. Trots att Aksakov ständigt revolterade mot styrelse och myndigheter, var han allmänt uppskattad. Hans död betraktades som en stor förlust för landet.